# Металлургия Украины
Металлурги́я Украины — совокупность предприятий и организаций горно-металлургического комплекса, который объединяет предприятия чёрной и цветной металлургии, а также горно-обогатительные комбинаты, ферросплавные заводы, обогатительные фабрики, коксохимические заводы и предприятия, выпускающие изделия из металлов.
Одна из базовых отраслей экономики Украины, основными отраслями металлургической промышленности являются чёрная металлургия Украины и цветная металлургия Украины.

## История
С 1992 до 1997 года объёмы производства металлургической промышленности постоянно снижались, в 1997 году впервые с момента провозглашения независимости имело место увеличение объёмов производства на 12 % по отношению к показателям 1996 года. В результате, по итогам 1997 года металлургическая промышленность обеспечила почти 20 % ВВП и 20 % экспорта Украины.
В 2000 году рентабельность отрасли составляла 26,3 %. По итогам 2007 года металлургия Украины обеспечивала 40 % валютных поступлений и 20 % ВВП.
В 2005 году отрасль обеспечила более 25 % промышленного производства государства (96 955,5 млн гривен), около 40 % валютных поступлений на Украину и более 10 % поступлений в государственный бюджет Украины.
В 2007 году, по данным Международного института чугуна и стали, доля Украины в мировом производстве чёрной металлургии составляла 7,4 %.
К 2013 году, по оценке Института экономики промышленности Национальной академии наук Украины, в горно-металлургическом комплексе Украины «лишь треть технологических схем металлургических процессов соответствует мировым показателям, другая часть устарела и не имеет резервов для модернизации».
По оценкам Нацбанка Украины, доля металлургии по результатам 2014 года в промышленности составила 16,5 %, в экспорте — 30 %, в ВВП — около 3 %.
За последние восемь месяцев 2022 года отправки металлургического сырья за границу упали на 61.4%, проката на 63.2%, вместо этого импорт уже за первые два месяца того же года вырос на 86,8% — до $230 млн .
14 января 2025 года в результате боёв за Покровск в рамках вторжения России на Украину была закрыта расположенная юго-западнее Покровска единственная шахта в стране, производящая коксующий уголь, необходимый для сталелитейной отрасли страны, а также для военно-промышленного комплекса. По мнению главы Ассоциации производителей стали Украины Александра Каленкова, это вызовет падение производства стали с 7,5 до 3 млн тонн в год.

## Производство основных видов продукции
Украина является одним из лидеров среди стран-производителей чёрных металлов в мире.
| \| Год \| Произведено (тыс. тонн) \| К предыдущему году (тыс. тонн) \| К предыдущему году (в %) \| \| ---- \| ----------------------- \| ------------------------------ \| ------------------------ \| \| 1992 \| 41 759 \| \| \| \| 1993 \| 32 609 \| -9 150 ▼ \| -21,92 ▼ \| \| 1994 \| 24 081 \| -8 528 ▼ \| -26,17 ▼ \| \| 1995 \| 22 309 \| -1 772 ▼ \| -7,36 ▼ \| \| 1996 \| 22 332 \| 23 ▲ \| 0,10 ▲ \| \| 1997 \| 25 629 \| 3 297 ▲ \| 14,76 ▲ \| \| 1998 \| 24 445 \| -1 184 ▼ \| -4,61 ▼ \| \| 1999 \| 27 453 \| 3 008 ▲ \| 12,3 ▲ \| \| 2000 \| 31 767 \| 4 314 ▲ \| 15,71 ▲ \| \| 2001 \| 33 108 \| 1 341 ▲ \| 4,22 ▲ \| \| 2002 \| 34 050 \| 942 ▲ \| 2,84 ▲ \| \| 2003 \| 36 932 \| 2 882 ▲ \| 8,46 ▲ \| \| 2004 \| 38 738 \| 1 806 ▲ \| 4,89 ▲ \| \| 2005 \| 38 641 \| -97 ▼ \| -0,25 ▼ \| \| 2006 \| 40 891 \| 2 250 ▲ \| 5,82 ▲ \| \| 2007 \| 42 830 \| 1 939 ▲ \| 4,74 ▲ \| \| 2008 \| 37 279 \| -5 551 ▼ \| -12,96 ▼ \| \| 2009 \| 29 855 \| -7 424 ▼ \| -19,91 ▼ \| \| 2010 \| 33 432 \| 3 577 ▲ \| 11,98 ▲ \| \| 2011 \| 35 332 \| 1 900 ▲ \| 5,68 ▲ \| |                         |                                |                          |
| Год | Произведено (тыс. тонн) | К предыдущему году (тыс. тонн) | К предыдущему году (в %) |
| 1992 | 41 759                  |                                |                          |
| 1993 | 32 609                  | -9 150 ▼                       | -21,92 ▼                 |
| 1994 | 24 081                  | -8 528 ▼                       | -26,17 ▼                 |
| 1995 | 22 309                  | -1 772 ▼                       | -7,36 ▼                  |
| 1996 | 22 332                  | 23 ▲                           | 0,10 ▲                   |
| 1997 | 25 629                  | 3 297 ▲                        | 14,76 ▲                  |
| 1998 | 24 445                  | -1 184 ▼                       | -4,61 ▼                  |
| 1999 | 27 453                  | 3 008 ▲                        | 12,3 ▲                   |
| 2000 | 31 767                  | 4 314 ▲                        | 15,71 ▲                  |
| 2001 | 33 108                  | 1 341 ▲                        | 4,22 ▲                   |
| 2002 | 34 050                  | 942 ▲                          | 2,84 ▲                   |
| 2003 | 36 932                  | 2 882 ▲                        | 8,46 ▲                   |
| 2004 | 38 738                  | 1 806 ▲                        | 4,89 ▲                   |
| 2005 | 38 641                  | -97 ▼                          | -0,25 ▼                  |
| 2006 | 40 891                  | 2 250 ▲                        | 5,82 ▲                   |
| 2007 | 42 830                  | 1 939 ▲                        | 4,74 ▲                   |
| 2008 | 37 279                  | -5 551 ▼                       | -12,96 ▼                 |
| 2009 | 29 855                  | -7 424 ▼                       | -19,91 ▼                 |
| 2010 | 33 432                  | 3 577 ▲                        | 11,98 ▲                  |
| 2011 | 35 332                  | 1 900 ▲                        | 5,68 ▲                   |

В 2013 году Украина занимала 10 место в мире по объёму производства стали. В этом году металлургическая промышленность Украины произвела 29,1 млн т чугуна, 32,7 млн т стали и 29,1 млн т проката, что составило 76 % от производства докризисного 2007 года. Экспорт чёрных металлов в 2013 году составил 14,3 млрд долларов США (на 6,6 % меньше в сравнении с 2012 годом).
Продукция, произведённая металлургическими предприятиями, составляла около 30 % в общем промышленном производстве и 25 % от общих объёмов экспорта Украины. Около 80 % металлопродукции экспортировалось в страны Европы, Азии, Ближнего Востока и Южной Америки, 20 % шло на внутреннее потребление.
В 2014 году производство стали в сравнении с 2013 годом сократилось на 17 % — до 26,171 млн т, выплавка чугуна сократилась на 15 % — до 24,81 млн т. Сбор лома чёрных металлов в 2014 году снизился до исторического минимума — 5,3 млн т (в 2013 году было собрано 5,7 млн т).
В 2015 году производство стали сократилось на 16 % — до 22,935 млн тонн; производство общего металлопроката сократилось на 16 % — до 20,017 млн тонн; выплавка чугуна уменьшилась на 12 % — до 21,878 млн тонн.
В 2016 году выплавка чугуна составила 23,6 млн тонн; выплавка стали — 24,2 млн тонн; производство металлопроката — 21,4 млн тонн.
В 2017 году выплавка чугуна составила 20,035 млн тонн; выплавка стали — 21,284 млн тонн; производство металлопроката — 18,439 млн тонн.
В 2018 году выплавка чугуна составила 20,531 млн тонн; выплавка стали — 21,060 млн тонн; производство металлопроката — 18,446 млн тонн.
В начале 2019 года Украина занимала 13-е место в мире по объёму производства стали.
В 2019 году выплавка чугуна составила 20,05 млн тонн; выплавка стали — 20,82 млн тонн; производство металлопроката — 18,16 млн тонн.
В 2020 году выплавка чугуна составила 20,423 млн тонн; выплавка стали — 20,616 млн тонн; производство металлопроката — 18,427 млн тонн.
В 2021 году выплавка чугуна составила 21,165 млн тонн; выплавка стали — 21,366 млн тонн; производство металлопроката — 19,079 млн тонн.
В январе - марте 2022 года выплавка чугуна составила 3,49 млн тонн; выплавка стали — 3,64 млн тонн; производство металлопроката — 3,12 млн тонн. В конце ноября 2022 года, после массовой атаки  крупные предприятия-гиганты с непрерывным циклом производства остановились на несколько дней. Аварийные отключения привели к остановке доменных печей, которые достаточно сложно было вновь запустить.

## Горно-металлургические кластеры Украины
По состоянию на начало 2013 года горно-металлургический комплекс Украины насчитывал около 800 больших и малых предприятий и организаций, включая 19 крупных металлургических комбинатов и заводов, 12 трубных заводов, свыше 20 метизных предприятий, и более 100 предприятий по переработке металлолома, локализованных в четырёх хозяйственных кластерах.

### Донецкая область
- Приазовье (более трети украинского производства агломерата, чугуна, стали, проката, более 12 % кокса, около 6 % стальных труб), — город Мариуполь, 3 металлургических комбината (Мариупольский металлургический комбинат имени Ильича, Металлургический комбинат «Азовсталь»), коксохимический завод «Маркохим».
- Донбасс (около 40 % кокса, 1/6 — 1/8 производства чугуна, стали, проката, 16 % стальных труб, треть метизов, 5 % агломерата), — города Донецк, Макеевка, Енакиево, Краматорск, Константиновка, 5 металлургических заводов (Макеевский металлургический завод или ММЗ, Донецкий металлургический завод или ДМЗ, Енакиевский металлургический завод или ЕМЗ, Краматорский и Константиновский металлургические заводы), крупнейший в Европе Авдеевский коксохимзавод, Макеевский и Ясиновский КХЗ (оба в городе Макеевка), «Донецккокс», Горловский коксохимический завод, Енакиевский коксохимпром, Харцызский трубный завод, «Силур (компания)», Дружковский метизный завод, «Энергомашспецсталь», Донецкий металлопрокатный завод, Артемовский завод цветных металлов, Никитовский ртутный комбинат, «Укрцинк», Торезтвердосплав, Докучаевский флюсодоломитный комбинат, Белокаменский огнеупорный завод.

### Кривбасс
- Криворожский железорудный бассейн (около ¾ железной руды, 30 % агломерата, 1/4 — 1/5 чугуна, стали, проката, около 14 % кокса, вся урановая руда Украины, серная кислота), — города Кривой Рог, Жёлтые Воды, Долинская. Крупнейшее металлургическое предприятие Украины — АрселорМиттал Кривой Рог (ранее «Криворожсталь»): выпуск чугуна, стали, проката, агломерата, кокса. Крупнейшие горнорудные предприятия: Ингулецкий, Северный, Южный, Центральный, Восточный, Новокриворожский ГОКи, Криворожский горно-обогатительный комбинат окисленных руд, Рудник «Сухая Балка», «Кривбассруда», «Кривбассвзрывпром».

### Днепропетровская область
- Приднепровье (более ½ ферросплавов, стальных труб, вся марганцевая руда Украины, около 40 % метизов, 1/7 — 1/8 чугуна, стали, проката, более 10 % агломерата и кокса), — города Днепр, Каменское, Никополь, Новомосковск. Предприятия: НЗФ (Никопольский завод ферросплавов), Днепровский металлургический комбинат имени Дзержинского, ЧАО «ЕВРАЗ-ДМЗ», ЕВРАЗ ЮЖКОКС, Днепродзержинский коксохимзавод. Трубные заводы: Днепропетровский завод нержавеющих труб (ИВИС СТИЛ), Днепровский завод нержавеющих труб (ДЗНТ), Нижнеднепровский, Днепропетровский, Новомосковский, «Нико-Тьюб» и «Ютист» (Никополь), Никопольский южно-трубный металлургический завод — одно из крупнейших промышленных предприятий в городе Никополь. В 1999—2000 годах ОАО «ЮТЗ» был реорганизован в систему закрытых акционерных обществ (ЗАО «Никопольский завод нержавеющих труб» (с 2007 года — ЗАО «СЕНТРАВИС ПРОДАКШН ЮКРЕЙН»), ЗАО «ЮТиСТ», ЗАО НПО «Трубосталь» и др.). Завод «Днепрометиз», Орджоникидзевский и Марганецкий ГОКи.

### Запорожская область
- Треть железной руды и ферросплавов, 11 — 12 % агломерата, кокса, чугуна, стали, проката — город Запорожье, 1 комбинат (Металлургический комбинат «Запорожсталь»). «Днепроспецсталь», Запорожский железорудный комбинат, «Запорожкокс», Запорожский ферросплавный завод, Запорожский производственный алюминиевый комбинат, Запорожский титано-магниевый комбинат, «Укрграфит», Запорожский литейно-механический завод

### Луганская область
- До 10 % агломерата, чугуна, стали, проката, стальных труб, 13 % кокса и ферросплавов — город Алчевск, 1 комбинат (Алчевский металлургический комбинат). Алчевский коксохимический завод, Стахановский завод ферросплавов, Луганский трубный завод, Рубежанский трубный завод, Северодонецкий химико-металлургический завод

## Крупнейшие горнорудные предприятия Украины
- Рудник «Сухая Балка» — Кривой Рог
- Запорожский железорудный комбинат — Малая Белозёрка
- Ингулецкий горно-обогатительный комбинат — Кривой Рог
- Криворожский железорудный комбинат[укр.] (ранее «Кривбассруда») — Кривой Рог
- Марганецкий горно-обогатительный комбинат — Марганец
- Покровский горно-обогатительный комбинат — Покров
- Полтавский горно-обогатительный комбинат — Горишние Плавни
- Северный горно-обогатительный комбинат — Кривой Рог
- Южный горно-обогатительный комбинат — Кривой Рог
- Центральный горно-обогатительный комбинат — Кривой Рог

## Крупнейшие металлургические заводы Украины
- Азовсталь — Мариуполь
- Алчевский металлургический комбинат — Алчевск
- АрселорМиттал Кривой Рог (ранее «Криворожсталь») — Кривой Рог
- ЕВРАЗ Днепропетровский металлургический завод (ранее завод имени Петровского) — Днепр
- Днепровский металлургический комбинат — Каменское
- Днепроспецсталь — Запорожье
- Донецкий металлургический завод — Донецк
- Донецкий электрометаллургический завод — Донецк
- Енакиевский металлургический завод — Енакиево
- Запорожсталь — Запорожье
- Интерпайп Сталь — Днепр
- Макеевский металлургический завод — Макеевка
- Мариупольский металлургический комбинат имени Ильича — Мариуполь
- Никопольский завод ферросплавов — Никополь

## Крупнейшие собственники
- «Метинвест» — Ринат Ахметов: 53 424 тыс. т. агломерированного концентрата (Ингулецкий, Северный и Центральный ГОК), 9 200 кокса (Авдеевский коксохимический завод, Азовсталь), 14 375 тыс. т. стали и 9 995 тыс. т. проката (ММК им. Ильича, Азовсталь, Енакиевский метзавод), 5,77 тыс. т. известняка (Комсомольское рудоуправление), 1 305 тыс. т. труб (Харцызский трубный завод, ММК им. Ильича), в том числе большого диаметра 631 тыс. т. (Харцызский трубный завод)
- ArcelorMittal — Лакшми Миттал: 24 400 тыс. т. руды, 9 600 тыс. т. агломерированного концентрата (рудоуправление Криворожстали), 2 600 тыс. т. кокса (коксовый цех Криворожстали), 9 000 тыс. т. агломерата, 4 900 тыс. т. чугуна, 5 700 тыс. т. стали, 4 900 тыс. т. проката.
- «Евраз» — Александр Катунин
- «ИСД» — Сергей Тарута: 12 % кокса (Алчевсккокс), чугун, сталь, прокат.
- «Смарт-холдинг» — Вадим Новинский: 10 144 тыс. т. концентрата (Южный ГОК), 1 800 тыс. т. агломерата (Южный ГОК)
- Группа «Приват» — Игорь Коломойский
- «Интерпайп» — Виктор Пинчук
- «Эстар» — Вадим Варшавский
- «Донецксталь» — Виктор Нусенкис

## Трудовые ресурсы
В 2001 году на предприятиях отрасли работало 533 тыс. чел., в том числе:
- чёрная металлургия 216,1 тыс. чел.
- цветная металлургия 46,3 тыс. чел.
- коксохимия 29,2 тыс. чел.
- трубная промышленность 40,5 тыс. чел.
- горнорудная промышленность 97 тыс. чел.
- ферросплавная 12,4 тыс. чел.
- метизная 14,1 тыс. чел.

## Некоммерческие организации металлургов
- Независимый профсоюз металлургов Украины
- Украинская ассоциация сталеплавильщиков